# Macromolecular Rapid Communications
Macromolecular Rapid Communications (abrégé en Macromol. Rapid Commun.) est une revue scientifique à comité de lecture. Ce bimensuel publie des articles sous forme de communications dans le domaine des  polymères.
D'après le Journal Citation Reports, le facteur d'impact de ce journal était de 4,371 en 2010. Actuellement[Quand ?], les directeurs de publication sont Markus Antonietti, David L. Kaplan, Shiro Kobayashi, Kurt Kremer, Timothy P. Lodge, Han E. H. Meijer, Rolf Mülhaupt, Thomas P. Russell, Anthony J. Ryan, João B. P. Soares, Hans W. Spiess, Nicola Tirelli, Gerhard Wegner et Chi Wusont.

## Histoire
Au cours de son histoire, le journal est paru sous différents noms :
- Die Makromolekulare Chemie, Rapid Communications, 1980-1993  (ISSN 0173-2803)
- Macromolecular Rapid Communications, depuis 1994  (ISSN 1022-1336)